# 泰日工業大学

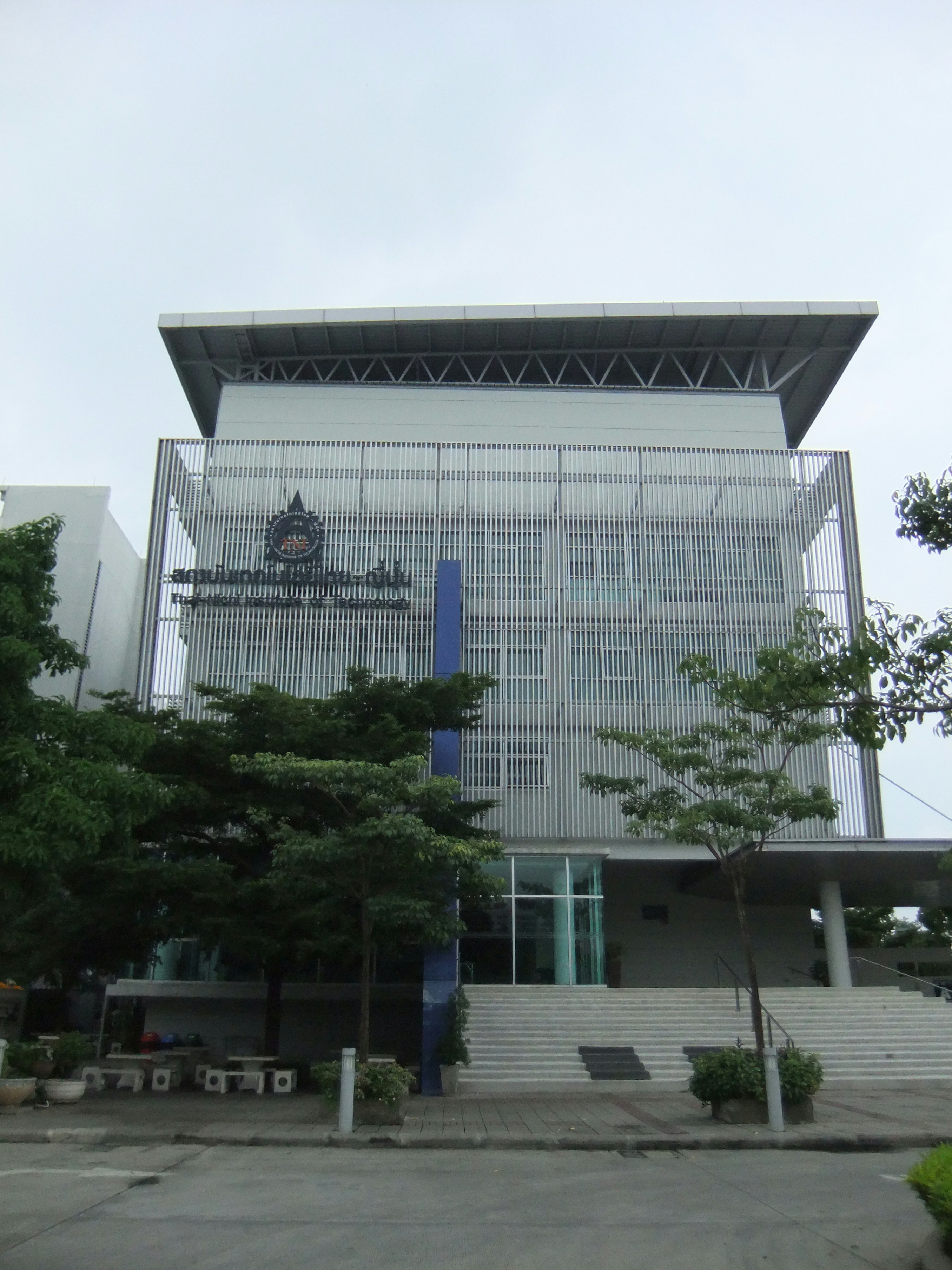
キャンパス内にあるTNIの建物の一つ

泰日工業大学（たいにちこうぎょうだいがく 英称：Thai-Nichi Institute of Technology 略称:TNI）は、タイ・バンコクのスワンルワン区に2007年6月に開学した大学である。「日本型ものづくり大学」を目指している。

## 沿革
2004年から泰日工業大学の母団体である、泰日技術振興協会(タイ語版、1973年創設、英語略称TPA、タイ語略称ソーソートー）に大学設立(検討)委員会が設置され、1970年代からの念願であった大学設置に向けて大きく前進する。
大学設置のため土地（バンコク都内、パタナカーン通り）を収容し、2005年に大学設置をタイ国教育省高等教育委員会（略称CHE）に申請、翌2006年9月29日に大学設置許可。2007年から学生を募集した。
母団体である泰日技術振興協会は1970年代より、日本の産業育成のノウハウを用いた産業セミナー、工業計測、語学講座などで、タイの中で日本の生産、生産管理技術を導入し、着実に成果を上げてきた研修団体という実績と信用があったため、新設の私立工業大学にもかかわらず、一定レベル以上の学生獲得に成功しているといわれる。また創設に際しては盤谷日本人商工会議所が全面的な協力を行っており、奨学金を開学から4年にわたり、年間1,000万バーツ目標に会員企業、タイ企業から募金活動を行い、優秀な学生の獲得に貢献している。
2013年1月、泰日工業大学を訪問した安倍晋三内閣総理大臣（当時）は、泰日工業大学に「安倍文庫」を開設して日本書籍149冊を寄贈、ジャックフルーツ（支援するという発音の意味もある）の記念植樹をおこなった。
2016年には約1300人が入学、就職率は100%で、卒業生の約4割が日系企業に就職している。
2018年には International Program を設置し 日本のものづくり・情報技術・経営技術を英語で学び､世界のどこででも活躍できる 人材つくりを目指している。  
2022年にはInternational Programから International Collegeに昇格し『TNIC』の略称を加えて、グローバルに学生を募集している。 現在４コース（4プログラム) が 開講されている （2022年8月30日現在）
2019年以来の新型コロナ感染症の（いわゆるコロナ禍）であっても、学生数が低迷しなかったとされている。

## 学部・コース
- 工学部　　      （　　）内は略称
  - 自動車工学（AE）
  - コンピュータ工学（CE）
  - 生産工学（PE）
  - 経営・ロジスティックス工学（IE）
  - 電気電子工学（EE）
- 情報学部
  - 情報技術学（ITコース）
  - ビジネスインフォメーションシステム学（BI）
  - マルチメディアテクノロジー学（MI）
  - マスコミュニケーション技術学 （DC）
- 経営学部
  - 事業開発・スタートアップ学 (IM、MIを経て名称変更） (DBS)
  - 日本語・経営学（BJ）
  - ビジネス･工業経営学（社会人用・現在募集停止中）（BM）
  - 国際経営学（IB）
  - 会計学（AC、2013年開設）
  - ロジスティックス･サプライチェーン管理学 （LM 2017年新設）
  - デジタルマーケティング学（DM 2017新設）
  - 観光業･革新的サービス管理学（TH  2018年新設）

## TNIC 国際学院 ･ International College （すべて英語で授業を行う )[4]
- Data Science and Artificial Intelligence (International Program)   略称：DSA

取得できる学位： Bachelor of Science in Data Science and Artificial  Intelligence
- Digital Engineering (International Program)   略称：DGE

取得できる学位：Bachelor of Engineering in Digital Engineering
- International Business and Entrepreneurship (International Program) 略称：IBN

取得できる学位：Bachelor of Business Administration (International Business and Entrepreneurship) (International program)
- Japanese for International Business (International Program) 略称：JIB

取得できる学位： Bachelor of Arts (Japanese for International Business)
- Business Engineering and Innovation　 (Multidisciplinary Curriculum) (International Program)　略称：BEI

取得できる学位： Bachelor of Engineering (Business Engineering and Innovation) (International program)

## 大学院
- 工学技術学MEngコース） （MET)

　　タイ語コース名：หลักสูตรวิศวกรรมศาสตรบัณฑิต สาขาเทคโนโลยีวิศวกรรม
　　英語コース名：Master of Engineering Program in Engineering Technology (MET)　
- 情報技術学MScコース（MIT）

　　タイ語コース名：หลักสูตรวิทยาศาสตรมหาบัณฑิต (สาขาเทคโนโลยีสารสนเทศ)
　　英語コース名：Master of Science Program in Information Technology (MIT)  
- 工業管理MBAコース（MIM）
- 上級企業家経営MBAコース（EEM）
- 日本語・経営管理学　（MBJ)

　タイ語コース名：หลักสูตรบริหารธุรกิจมหาบัณฑิตสาขาวิชาบริหารธุรกิจญี่ปุน
　英語コース名：Master of Business Administration Program in Japanese Business Administration 
　*　おおむねの学費：セメスター当たりの学費：46,750THB (参照）

## 日本との協定校
- 東北大学（工学研究科、経済学研究科と部局間協定）
- 山形大学
- 九州大学
- 千葉大学
- 群馬大学
- 滋賀大学
- 大阪府立大学
- 長崎県立大学
- 東京外語大学
- 立命館大学
- 芝浦工業大学
- 東京電機大学
- 大阪工業大学
- 東京農工大学
- 東北工業大学
- 大同大学
- 名古屋工業大学
- ものつくり大学
- 豊田工業大学
- 立命館アジア太平洋大学
- 東北学院大学
- 東海大学
- 嘉悦大学
- 東京経済大学（友好校協定）[5]
- 千葉工業大学（部局間協定）
- 青森中央学院大学
- 法政大学
- 加計学園 [6]
- 金沢工業大学
- 北見工業大学 [7]
- 高専機構